# ماتريكس نت
ماتريكس نت (بالإنجليزية: MatrixNet)‏ هو خوارزمية أو برمجيات حسابية بملكية خاصة لتعلم الآلة تم عمله وتطويره بواسطة ياندكس و تستخدم على نطاق واسع من خلال منتجات الشركة نفسها، وتستند هذه الخوارزمية على ما يطلق علية التدرج التعزيزي ( Gradient boosting ) و قد ظهر في عام 2009 .

## تطبيقات
سيرن (المنظمة الأوروبية للأبحاث النووية) CERN تستخدم خوارزمية للتحليل والبحث من خلال مخرجات البيانات الهائلة النواتجة عن استخدام مصادم الهدرونات الكبير ( Large Hadron Collider ) .